# Ошурмамадов, Ризван Алимамадович
Ризван Алимамадович Ошурмамадов (род. 20 сентября 1991, Хорог, Горно-Бадахшанская АО, Таджикская ССР, СССР) — российский спортсмен, тренер смешанных единоборств. Известен в мире как автор ролика «Москва. Метро Люблино. Работаем».

## Биография
Ризван Ошурмамадов родился 20 сентября 1991 года в Хороге — столице Горно-Бадахшанской автономной области Таджикистана. Рос в обычной семье. В 2000 году переехал в Россию, в город Москву. С 3-го по 9-й классы учился в одной из московских школ, затем обучался в колледже.
В подростковом возрасте Ризван начал заниматься спортом — борьбой. С борьбой совмещал занятия боксом. В 22 года Ризван начал заниматься ММА под руководством главного тренера Казымова Рамина.
По семейным обстоятельствам Ризван так и не начал профессиональную карьеру. Ему было необходимо помочь матери по работе, и в 2017 году Ризван принял решение начать тренерскую деятельность. Благодаря Ризвану много таджикских спортсменов добились хороших результатов.

## Награды и звания
- Чемпионат России по смешанному единоборству по любителям, 2014 год — 2 место
- Чемпионат города Чехова по грэпплингу — 1 место
- МС по боевому самбо
- КМС по грэпплингу

## Популярность
В 2021 году Ризван выложил видео тренировки учеников в сеть TikTok. Ролик с его учеником Саймумином Мадиевым стал очень популярен в мире. За несколько дней видео набрало десятки миллионов просмотров (на данный момент 70 миллионов). Больше месяца СМИ говорили только о видеоролике «Метро Люблино. Работаем», о Ризване и Саймумине[что?].
Реал Мадрид снял мем (Москва метро Люблино работаем).
На TikTok-аккаунт Ризвана подписано почти 1,5 миллиона людей, на Instagram-аккаунт —250 тысяч, на канал YouTube — 200 тысяч.